# Demelspitze
Die Demelspitze ist ein 1158 m ü. NHN hoher Felsgipfel im Brauneckgebiet auf dem Gebiet der Gemeinde Lenggries, südlich von Bad Tölz in Bayern. Er befindet sich zusammen mit seinen weiteren felsigen Nachbarn Waxenstein und Brunnstein östlich des Braunecks unterhalb der Brauneckschneid.
Das Gipfelkreuz konnte früher kletternd erreicht werden, aufgrund der Brüchigkeit des Gesteins ist das Klettern an der Demelspitze allerdings nicht mehr erlaubt.